# کلات حاجی نورمحمد براهوئی
کلات حاجی نورمحمد براهوئی، روستایی در دهستان سفیدآبه بخش سفیدآبه شهرستان نیمروز در استان سیستان و بلوچستان ایران است.

## جمعیت
بر پایه سرشماری عمومی نفوس و مسکن در سال ۱۳۹۵، جمعیت این روستا برابر با ۲۳۱ نفر (۶۲ خانوار) بوده‌است.